# 乌克兰 (勃兰登堡州)
乌克兰（德語：Uckerland，發音：[ˈʊkɐˌlant]）是德国勃兰登堡州乌克马克县的市镇，面积167.21平方千米，2023年12月31日人口为2,494人。